# Simon Reevell
Simon Justin Reevell (ur. 2 marca 1966) – brytyjski polityk Partii Konserwatywnej, deputowany Izby Gmin.

## Działalność polityczna
W okresie od 6 maja 2010 do 30 marca 2015 reprezentował okręg wyborczy Dewsbury w brytyjskiej Izbie Gmin.